# デジロHC
デジロHC（Siemens Desiro HC、HCは高容量、英語でHigh Capacityの頭文字）はシーメンス製の一階建て及び二階建ての電車で、デジロ製品群に属する。

## 技術的特徴
デジロHCはイノトランス2014の開催の時公開された。この電車には一階建ての客車も二階建ての客車もあり、両客車の利点がより多い座席数で一つになると言われる。制御電動車である一階建て先頭車の中央部分と付随車である二階建て中間車の下の階は　、階段やスロープなしでプラットフォームからアクセスできます。二つの二階建て客車付きの4両構成列車の場合、長さが約105 mで座席配置によって400〜420席が提供される。三つの二階建て客車付きの5両構成列車の場合、長さが約131 mで、560席が提供される。
車両はアルミニウムの軽量構造で製造され、その構造は必要な衝突規定に適合する特性を示している。SF100形及びSF500形空気ばね式台車が車両に装着されている。この電車に装着された電気ブレーキは電力回生（Energierückgewinnung）の機能で、回生制動の機能は使用可能である。
列車の機種とプラットフォームの高さにより、先頭車や中間車の客用扉はバリアフリーである。障害者用トイレと車椅子用踏み板の配置も同じく車種により異なる。
シーメンスのクレフェルト工場では先頭車及び二階建ての中間車が、グラーツ工場では台車が製造されている。ヴィルデンラート試験場では客車の組み立てと列車の試運転が行われる。ウィーン・ジメリング工場では2019年初めまでの二階建ての中間客車が製造された。

## 運用現況
| 投入路線網                  | 国         | 運用会社                        | 数量                         | 車両番号  | 運用開始   | 備考                               |
| --------------------------- | ---------- | ------------------------------- | ---------------------------- | --------- | ---------- | ---------------------------------- |
| ライン・ルール急行          | ドイツ     | アベリオ/ナショナルエクスプレス | 85本（シーメンス所有の車両） | 0462-xxx  | 2018年12月 | 83番はシーメンス・モビリティの所有 |
| ライン谷路線                | ドイツ     | DBレギオ                        | 15本                         | 1462-0xxx | 2020年2月  | 1462 001-015                       |
| テルアビブ - エルサレム路線 | イスラエル | イスラエル鉄道                  | 4両編成: 6本 6両編成: 18本   | 40xx 60xx | 2021年予定 |                                    |

### ドイツ

#### ライン・ルール急行
| 号車           | 1                | 2                | 3                | 4                |
| 形式・車両番号 | 94 80 0462 0xx-y | 94 80 0462 2xx-y | 94 80 0462 3xx-y | 94 80 0462 1xx-y |
| 車種           | 制御電動車       | 付随車           | 付随車           | 制御電動車       |
| 長さ           | 26226 mm         | 25200 mm         | 25200 mm         | 26226 mm         |
| 軸配置         | Bo'Bo'           | 2'2'             | 2'2'             | Bo'Bo'           |
| 駆動機の数     | 4                | 0                | 0                | 4                |
| 扉の床面高さ   | 800 mm           | 610 mm           | 610 mm           | 800 mm           |

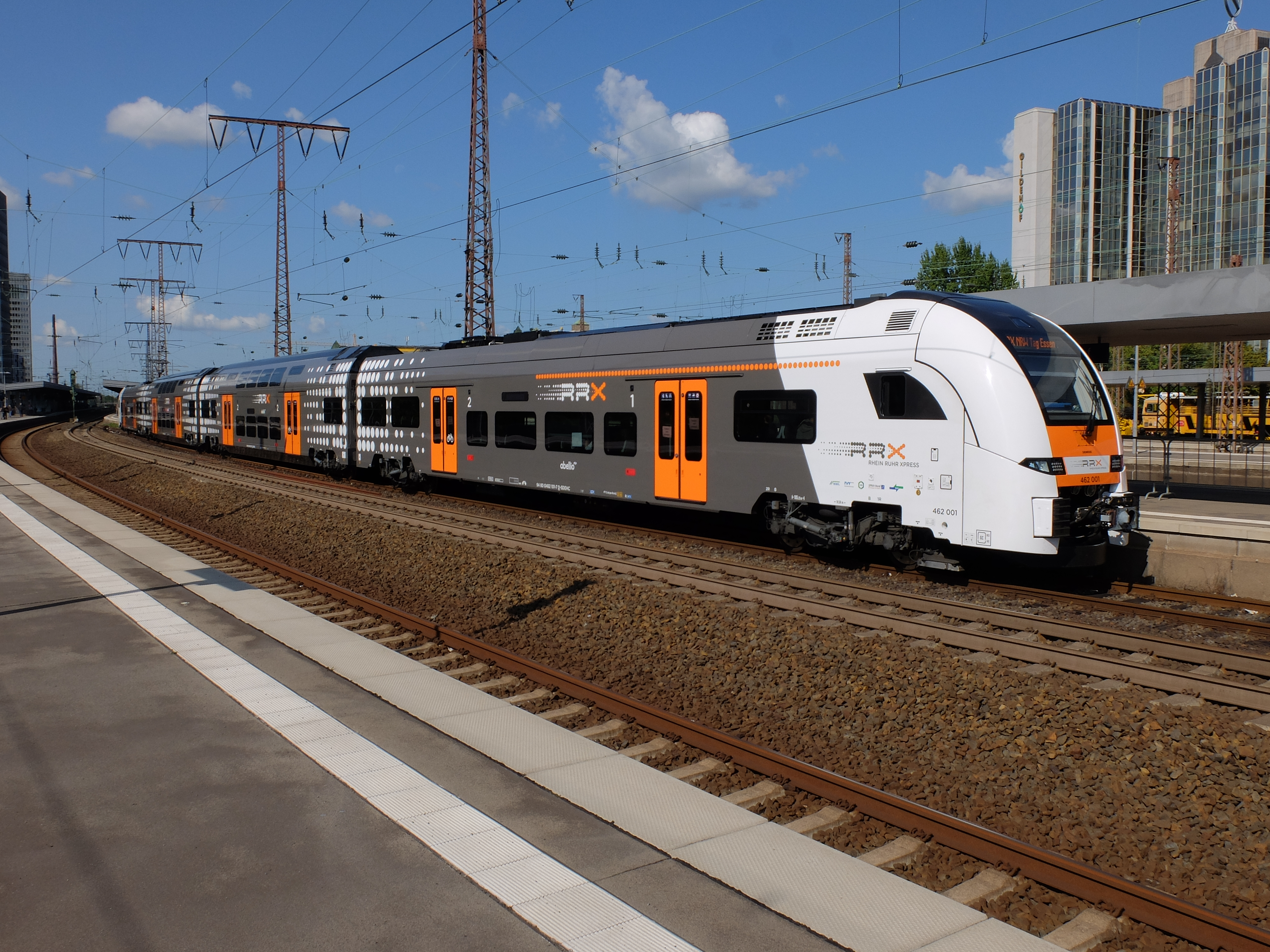
エッセン中央駅に停車するライン・ルール急行列車

2018年12月以来4両編成のデジロHCがライン＝ルール急行路線（Rhein-Ruhr-Express, RRX）に投入されている。そのために82本の車両が2015年3月シーメンスに注文され、列車の運用会社にリースされた。この注文の総額は32年間の列車の補修管理費用も含めて170億ユーロであった。車両欠陥のため、最終使用承認が期日通りにできなかったので、シーメンスと関係鉄道会社は二本の追加車両の無償供給について合議に逹した。総84本の最初の4両編成電車が2017年7月12日に導入された。指定された形式称号（Baureihenbezeichnung）は462形で、電車の試運転はヴィルデンラート試験線で開始された。2017年12月からDBネッツ（DB-Netz）の施設でも試運転が行われている。
列車の内部には無線インターネット、ソケット、読書灯、折りたたみ式テーブル、情報・娯楽融合システム（Infotainmentsystem）が備えられている。制御動力車には一等席及び二等の多目的空間がある。二番目の先頭車には障害者用トイレ付きの多目的空間が配置されている。
シーメンスはドルトムント・エヴィングに車両整備施設を建設した。2018年12月9日以来15本の電車が快速列車11系統の路線に導入され、カッセル・ヴィルヘルムスホェーエ - デュッセルドルフ区間に走行する。運用会社はアベリオ鉄道NRW支社である。2019年6月以来ナショナル・エクスプレス社は12本の列車を追加してRE5としてウェーゼル - コブレンツ区間で運行している。2019年12月に定期時刻表変更によりナショナル・エクスプレスはケルン/ボン空港 - ミンデン区間でRE6の路線の運用を開始した。2020年にデジロHCはRE1系統とRE4系統路線にも投入された。
注文された84本の電車に加えて、シーメンス・モビリティは別の車両である462形の83号車両を補修管理している。この車両はRRXの注文車両ではないが、車両試験、実演運転および教育用運転に使用される。83号車両は細部項目を除いて84本のRRX車両の規格に従っても通常のRRX運用で予備車として使用されることもあり、必要ならばアベリオ鉄道NRW支社あるいはナショナル・エクスプレスによって走行される。この車両の外側には「この車両はシーメンスの財産であり」というレッテルがNVR、VRR、NWL、SPNV Nord、NVVのロゴの代わりに内側に貼られている。

#### ライン谷路線
| 号車           | 1                     | 2                     | 3                     | 4                     |
| 形式・車両番号 | 94 80 1462 0xx-y D-DB | 94 80 1862 0xx-y D-DB | 94 80 1862 5xx-y D-DB | 94 80 1462 5xx-y D-DB |
| 車種           | 制御電動車            | 付随車                | 付随車                | 制御電動車            |
| 長さ           | 26226 mm              | 25200 mm              | 25200 mm              | 26226 mm              |
| 軸配置         | Bo'Bo'                | 2'2'                  | 2'2'                  | Bo'Bo'                |
| 駆動機の数     | 4                     | 0                     | 0                     | 4                     |
| 扉の床面高さ   | 800 mm                | 610 mm                | 610 mm                | 800 mm                |

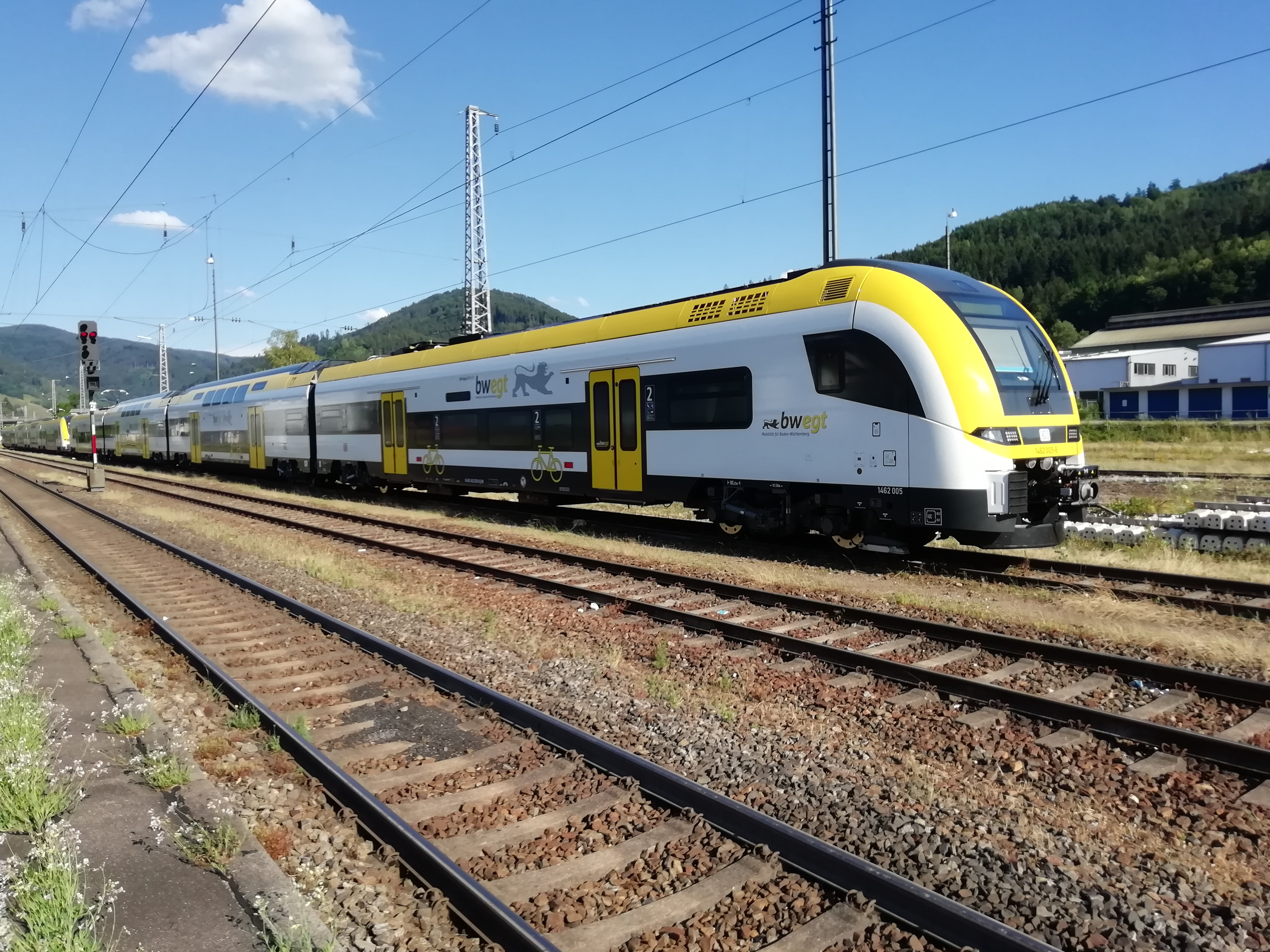
ライン谷路線のデジロHC

DBレギオは2017年2月にミレオ以外に15本の4編成車両を注文した。デジロHCは2020年6月14日から1462形電車としてライン谷線の快速列車路線で運行されている。列車の外観はバーデン＝ヴュルテンベルク州のデザインに従って黄色・白色・黒色で塗装さられている。

### イスラエル
| 号車         | 1          | 2        | 3        | 4          |
| 車種         | 制御電動車 | 付随車   | 付随車   | 制御電動車 |
| 長さ         | 26226 mm   | 25200 mm | 25200 mm | 26226 mm   |
| 軸配置       | Bo'Bo'     | 2'2'     | 2'2'     | Bo'Bo'     |
| 駆動機の数   | 4          | 0        | 0        | 4          |
| 扉の床面高さ | 800 mm     | 730 mm   | 730 mm   | 800 mm     |
| 備考         |            |          |          |            |

| 号車         | 1          | 2        | 3        | 4        | 5        | 6          |
| 車種         | 制御電動車 | 付随車   | 付随車   | 付随車   | 付随車   | 制御電動車 |
| 長さ         | 26226 mm   | 25200 mm | 25200 mm | 25200 mm | 25200 mm | 26226 mm   |
| 軸配置       | Bo'Bo'     | 2'2'     | 2'2'     | 2'2'     | 2'2'     | Bo'Bo'     |
| 駆動機の数   | 4          | 0        | 0        | 0        | 0        | 4          |
| 扉の床面高さ | 800 mm     | 730 mm   | 730 mm   | 730 mm   | 730 mm   | 800 mm     |
| 備考         |            |          |          |          |          |            |

イスラエル最初の電化区間であるテルアビブ - エルサレム線で使用するために60本の二階建て電車を入札した後、イスラエル鉄道は2017年9月にデジロHCの購入を決定した。供給される車両は4両編成と6両編成で構成されて、数量は計330両である。最終車は平屋建てで動力付きで、中間車は二階建て客車で、駆動機器はない。さらにシーメンスはアシュケロンで車両基地を設置して電車60本のうち少なくとも24本を整備する。2018年3月に製造者とイスラエル鉄道が契約を締結した時に、60本の電車のうち24本（4両編成6本、6両編成18本）が呼び出されることが発表された。すべての列車が注文された場合、契約金額は電車の価格と整備費用を含めて9億7530万ドルとなる。